# Stefnis þáttr Þorgilssonar
Stefnis þáttr Þorgilssonar (o la historia de Stefnir Þórgilsson) es un relato corto (o þáttr) escrita en nórdico antiguo que se conserva en Flateyjarbók. Trata sobre el misionero Stefnir Þórgilsson y la evangelización en Islandia. Junto a la saga de Kristni, Þorvalds þáttr víðförla y Þangbrands þáttr forman un grupo de textos únicos sobre la cristianización de Islandia.